# دی‌فپانول
دی‌فپانول (به انگلیسی: Diphepanol) با فرمول شیمیایی C20H25NO یک ترکیب شیمیایی با شناسه پاب‌کم ۹۴۱۶۱ است. که جرم مولی آن ۲۹۵٫۴۲ g/mol می‌باشد. 